# عزلة آل اللبني (البيضاء)

تعديل مصدري - تعديل

عزلة ال اللبني هي إحدى عزل مديرية البيضاء في محافظة البيضاء اليمنية ويبلغ تعداد سكانها 1933 نسمة حسب التعداد السكاني في اليمن لعام 2004. وتتكون من ثلاث قرى هي الروضة، المشرع وذي وين وتعود نسب قبائل عزلة ال اللبني الى سعد العشير ابن مذحج من كهلان فهم قبائل قحطانيه قل ذكرهم في كتب التاريخ  

## روابط خارجية
- الجهاز المركزي للإحصاء بالجمهورية اليمنية
- المركز الوطني للمعلومات باليمن
- World Gazetteer:Yemen
- الدليل الشامل